# Walchensee
47°35′38″N 11°20′46″Ø / 47.59389°N 11.34611°Ø
Walchensee er en sø i    Landkreis Bad Tölz-Wolfratshausen  i den sydlige del af Regierungsbezirk Oberbayern i den tyske delstat Bayern. 
Den er en af de dybeste og største alpine søer i landet. Den har en dybde på  189,5 meter og dækker et areal på 16,40 km². På det længste er søen 6,9 km, og 5 km bred på det bredeste. Søen ligger 75 km syd for München i de Bayerske Alper. Hele søen hører til kommunen Kochel am See, og har en enkelt ø kaldet Sassau. 
Dens hovedtilløb er Obernach i sydvest ved Einseidln, der er afslutningen af en omledningskanal fra Isar, som leder vandet til Kraftwerk Obernach, og derfra videre til søen.  Afløbet, floden Jachen i søens østende, leder vandet tilbage til Isar.